# Siphonolaimus cylindricaudatus
Siphonolaimus cylindricaudatus är en rundmaskart. Siphonolaimus cylindricaudatus ingår i släktet Siphonolaimus och familjen Siphonolaimidae. Inga underarter finns listade i Catalogue of Life.